# Rodgers Kwemoi
Rodgers Kwemoi Chumo (né le 3 mars 1997) est un athlète kényan, spécialiste des courses de fond. 

## Biographie
En 2016, il est sacré champion du monde du 10 000 mètres à l'occasion des championnats du monde juniors de Bydgoszcz.
Lors des Jeux du Commonwealth de 2018, à Gold Coast, il remporte la médaille de bronze du 10 000 mètres, derrière l'Ougandais Joshua Cheptegei et le Canadien Mohammed Ahmed.
En 2023 il est suspendu jusqu'à août 2029, et ses résultats remontant jusqu'à juillet 2016 sont annulés, pour avoir falsifié ses résultats sanguins sur une période prolongée.

## Palmarès
| Date | Compétition                   | Lieu       | Résultat | Épreuve  | Temps          |
| ---- | ----------------------------- | ---------- | -------- | -------- | -------------- |
| 2016 | Championnats du monde juniors | Bydgoszcz  | DQ       | 10 000 m | 27 min 25 s 23 |
| 2018 | Jeux du Commonwealth          | Gold Coast | DQ       | 10 000 m | 27 min 28 s 66 |

## Records
| Épreuve  | Temps          | Lieu | Date          |
| -------- | -------------- | ---- | ------------- |
| 10 000 m | 27 min 43 s 85 | Kobe | 24 avril 2016 |